# Tairov Ta-3
Tairov Ta-3 là một loại máy bay tiêm kích hộ tống, được thiết kế chế tạo tại nước cộng hòa xô viết Ukraina từ năm 1939.

## Biến thể
- OKO-6
- OKO-6bis
- Ta-3
- Ta-3bis

## Tính năng kỹ chiến thuật (Ta-3)
Dữ liệu lấy từ Gunston, Bill. "Encyclopaedia of Russian Aircraft 1875-1995". London:Osprey. 1995. ISBN 1-85532-405-9
Đặc điểm tổng quát
- Kíp lái: 1
- Chiều dài: 9.827m (32ft in) m (32 ft 2-7/8 in)
- Sải cánh: 12,658 m (41 ft 6-3/8 in)
- Diện tích cánh: 26.9 m2 (290 ft2)
- Trọng lượng rỗng: 4.500 kg (9.920 lb)
- Trọng lượng có tải: 6.626 kg (14.607,8 lb)
- Powerplant: 2 × Tumanskii M-88R, 745,7 kW (1.000 hp) mỗi chiêc

Hiệu suất bay
- Vận tốc cực đại: 595 km/h (369,7 mph)
- Tầm bay: 1.060 km (660 dặm)
- Trần bay: 11.000 m (36.089 ft)
- Vận tốc lên cao: 5,55 m/s (1093,6 ft/phút)

Vũ khí trang bị
- 1 x pháo AM-37 37mm
- 2 x pháo ShVAK-20 20mm